# Slash Records
Slash Records är ett skivbolag grundat år 1978 av Bob Biggs.
Från början var Slash en musiktidning som slutade sin produktion år 1980. Skivbolaget Ruby Records blev ett dotterbolag till Slash startade år 1981 och såldes år 1986 till London Records. Från 1982 till 1996 var alla utgåvor från Slash Records distribuerade av Warner Brothers Records. Sedan 1996 har skivbolaget varit självständigt.

## Musikgrupper under Slash
- Dream Syndicate
- Faith No More
- Germs, The
- Green on Red
- Gun Club
- Plugz
- Violent Femmes
- X